# Lasse Brun Pedersen
Lasse Brun Pedersen (født 1974) er en dansk tidligere landsholdsrytter, der er tredobbelt verdensmester i mountainbike-orientering (MTBO). Han har også fire gange vundet  europamesterskabet (EM) i MTBO.
Lasse Brun Pedersen, der cyklede MTBO for FIF Hillerød Orientering og før det for Ballerup OK, er to gange blevet danmarksmester i MTBO.

## Resultater i MTBO

### VM i MTBO
Guld Lasse Brun Pedersen vandt guld ved  verdensmesterskabet (VM) i Italien (2011) på herre-stafetten sammen med Bjarke Refslund og Erik Skovgaard Knudsen.
I 2008 vandt Lasse Brun Pedersen en individuel guldmedalje på sprintdistancen ved VM i Polen og en guldmedalje på herre-stafetten sammen med Torbjørn Gasbjerg og Søren Strunge.
Sølv og bronze Lasse Brun Pedersen har herudover vundet fem sølv- og bronzemedaljer ved VM i MTBO. Ved VM i Portugal (2010) vandt han som afsluttende rytter sølv på herre-stafetten sammen Bjarke Refslund og Erik Skovgaard Knudsen, mens han ved VM i Israel (2009) vandt sølv på sprintdistancen og bronze på mellemdistancen.
Ved VM i Tjekkiet (2007) vandt Lasse Brun Pedersen sølv på langdistancen og var første-rytter på herre-stafetten, hvor han vandt bronze sammen med Torbjørn Gasbjerg og Søren Strunge.

### EM i MTBO
Ved EM i Danmark (2009) vandt Lasse Brun Pedersen guld på langdistancen og sølv på mellemdistancen.
I 2008 vandt Lasse Brun Pedersen to individuelle guldmedaljer ved EM i Litauen på henholdsvis langdistancen og på mellemdistancen. Herudover vandt han som sidste-rytter på herre-stafetten guld sammen med Allan Jensen og Erik Skovgaard Knudsen.
Endelig vandt Lasse Brun Pedersen guld på den uofficielle sprintdistance i Italien (2007).

### DM i MTBO
Lasse Brun Pedersen har i perioden 2005-2017 vundet otte medaljer ved danmarksmesterskabet (DM) i MTBO. I 2006 og 2008 vandt Lasse Brun Pedersen DM-titlen på langdistancen i MTBO.
Lasse Brun Pedersen vandt sølv på langdistancen i 2009 og 2010
og på mellemdistancen i 2016 og 2017, mens det blev til bronze på langdistancen ved DM i MTBO i 2005 og 2015.

Medaljeoversigt ved danske mesterskaber
2017
- Sølv, Mellem (Kolding)

2016
- Sølv, Mellem (Haunstrup)

2015
- Bronze, Lang (Hvalsøskovene)

2010
- Sølv, Lang (Silkeborg)

2009
- Sølv, Lang (Blåbjerg Plantage

2008
- Guld, Lang (Rude Skov)

2006
- Guld, Lang (Stenderup)

2005
- Bronze, Lang (Gribskov Vest)

## Andre udmærkelser
Lasse Brun Pedersen er blevet udnævnt til ’Årets MTBO-rytter 2008’ i Dansk Orienterings-Forbund.

## References
1. 1 2  International Orienteering Federation’s Event Management Service, World MTB Orienteering Championships 2008, IOF Eventor, hentet 13. juni 2022
2. 1 2  International Orienteering Federation’s Event Management Service, World MTB Orienteering Championships 2011, IOF Eventor, hentet 13. juni 2022
3. 1 2  International Orienteering Federation’s Event Management Service, European MTB Orienteering Championships 2008, IOF Eventor, hentet 13. juni 2022
4. 1 2  International Orienteering Federation’s Event Management Service, European MTB Orienteering Championships 2009, IOF Eventor, hentet 13. juni 2022
5. 1 2  Dansk Orienterings-Forbund, Resultater fra Danske mesterskaber, do-f.dk, hentet 19. september 2023
6. ↑  International Orienteering Federation’s Event Management Service, World MTB Orienteering Championships 2010, IOF Eventor, hentet 13. juni 2022
7. ↑  International Orienteering Federation’s Event Management Service, World MTB Orienteering Championships 2009, IOF Eventor, hentet 13. juni 2022
8. ↑  International Orienteering Federation’s Event Management Service, World MTB Orienteering Championships 2007, IOF Eventor, hentet 13. juni 2022
9. ↑  International Orienteering Federation’s Event Management Service, European MTB Orienteering Championships 2007, IOF Eventor, hentet 13. juni 2022
10. ↑  Dansk Orienterings-Forbund, MTBO - Lang (Stenderup). Download, do-f.dk, hentet 13. juni 2022
11. ↑  Dansk Orienterings-Forbund, MTBO - Lang (Rude Skov). Download, do-f.dk, hentet 13. juni 2022
12. ↑  Dansk Orienterings-Forbund, MTBO - Lang (Blåbjerg Plantage). Download, do-f.dk, hentet 19. september 2023
13. ↑  Dansk Orienterings-Forbund, MTBO - Lang (Silkeborg). Download, do-f.dk, hentet 19. september 2023
14. ↑  Dansk Orienterings-Forbund, Mellem (Haunstrup (MTBO)). Download, do-f.dk, hentet 19. juni 2022
15. ↑  Dansk Orienterings-Forbund, Mellem Kolding (MTBO). Download, do-f.dk, hentet 19. juni 2022
16. ↑  Dansk Orienterings-Forbund, MTBO - Lang (Gribskov Vest). Download, do-f.dk, hentet 19. september 2023
17. ↑  Dansk Orienterings-Forbund, Lang (Hvalsøskovene (MTBO)). Download, do-f.dk, hentet 19. juni 2022
18. ↑  Dansk Orienterings-Forbund, Årets MTBO rytter (PDF), do-f.dk, hentet 19. september 2023